# Eosentomon betschi
Eosentomon betschi – gatunek pierwogonka z rzędu Eosentomata i rodziny Eosentomidae.

## Taksonomia
Gatunek opisany został w 1978 przez Josefa Noska i nazwany na cześć Jean-Marie Betscha.

## Występowanie
Gatunek ten jest endemitem Madagaskaru, gdzie znany jest jedynie z wyżyny Ankazobe.